# Plagithmysus funebris
Plagithmysus funebris är en skalbaggsart som först beskrevs av Sharp 1896.  Plagithmysus funebris ingår i släktet Plagithmysus och familjen långhorningar. Inga underarter finns listade i Catalogue of Life.